# کامبینادو
کامبینادو (به پرتغالی: Combinado) یک منطقهٔ مسکونی در برزیل است که در توکانتینس واقع شده‌است. کامبینادو ۲۱۰ کیلومتر مربع مساحت و ۴٬۸۶۱ نفر جمعیت دارد.